# هیستوریک اینگلند

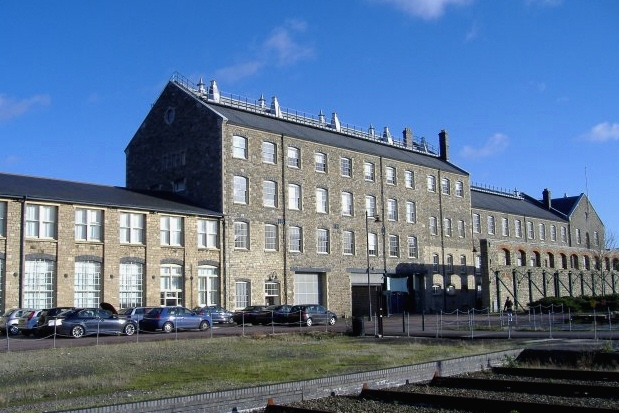
دفتر هیستوریک اینگلند در سوئیندون که مکان نگهداری اسناد بایگانی‌شده آن نیز هست.

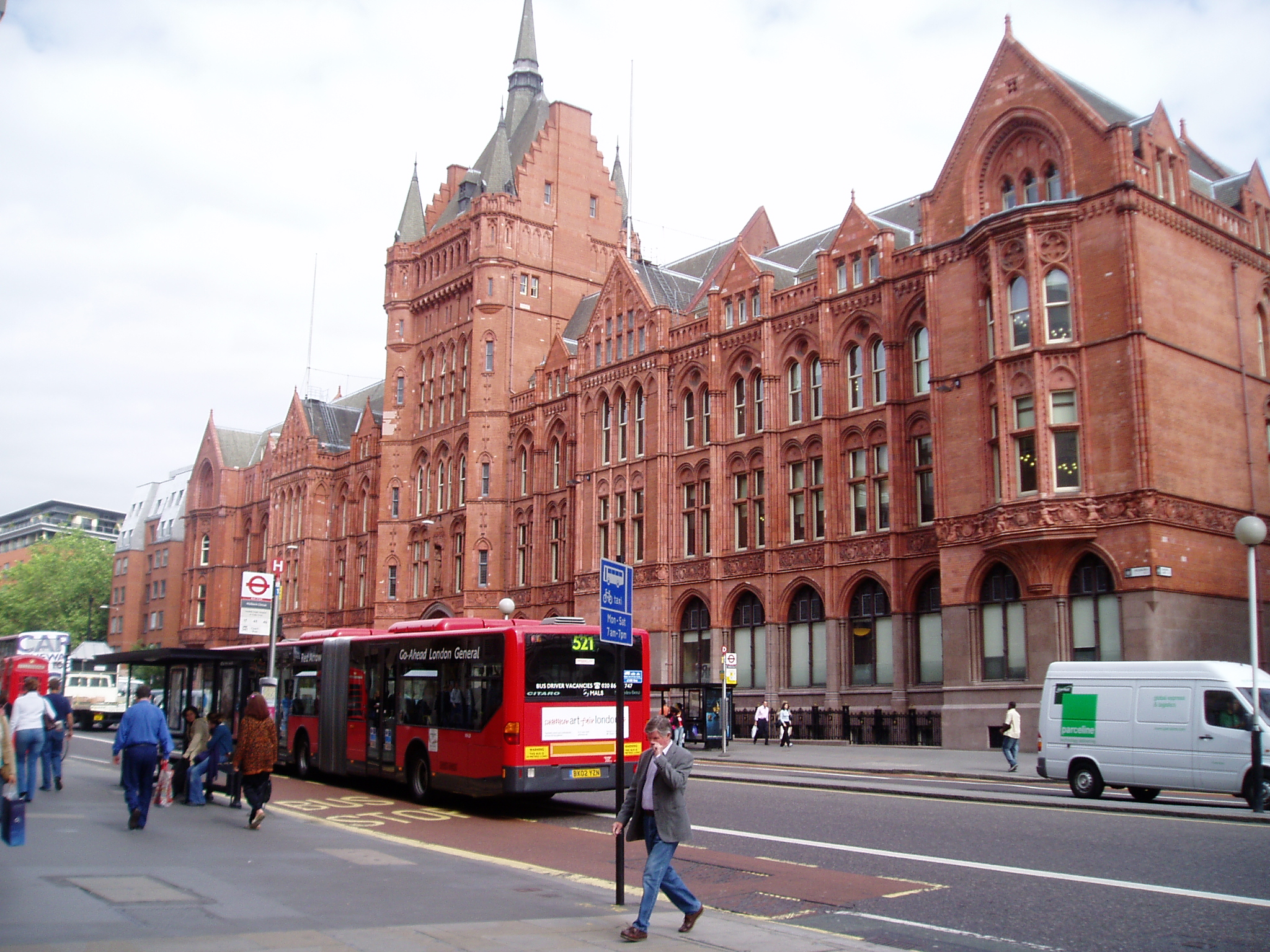
ساختمان پیشین هیستوریک اینگلند در لندن واقع در عمارت هالبورن بارز

هیستوریک اینگلند (انگلیسی: Historic England) با نام رسمی کمیسیون یادمان‌ها و بناهای تاریخی انگلستان (انگلیسی: Historic Buildings and Monuments Commission for England) یک نهاد عمومی غیر اداریِ اجرایی در دولت بریتانیا است که بودجهٔ آن از سوی وزارت دیجیتال، فرهنگ، رسانه و ورزش تأمین می‌گردد. وظیفهٔ این نهاد، حفاظت از محیط‌های تاریخی در انگلستان از طریق فهرست‌سازی و محافظت از بناهای فهرست‌شده، برنامه‌ریزی برای آثار باستانی، ثبت پارک‌ها و باغ‌های تاریخی و دادنِ مشاوره به دولت‌های مرکزی و محلی است.
این نهاد به‌طور رسمی و به‌دنبال تصویب «قانون میراث تاریخی ۱۹۸۳» پایه‌گذاری شد و از آوریل ۱۹۸۴ تا آوریل ۲۰۱۵ با نام میراث انگلستان فعالیت کرد. در سال ۲۰۱۵ و به‌دنبال تغییراتی در ساختار میراث انگلستان، محافظت از «مجموعهٔ میراث ملی» به یک بخش داوطلبانه، بخش‌های باقی‌مانده تغییر نام داد و «هیستوریک اینگلند» نامیده شد.
هیستوریک اینگلند، تمامی مدارک بایگانی‌شده قدیمی دربارهٔ میراث تاریخی انگلستان را نیز در اختیار دارد که شامل عکس‌های هوایی از این کشور (موسوم به پروژه «انگلستان از بالا») هم هست.